# Salzkuchen

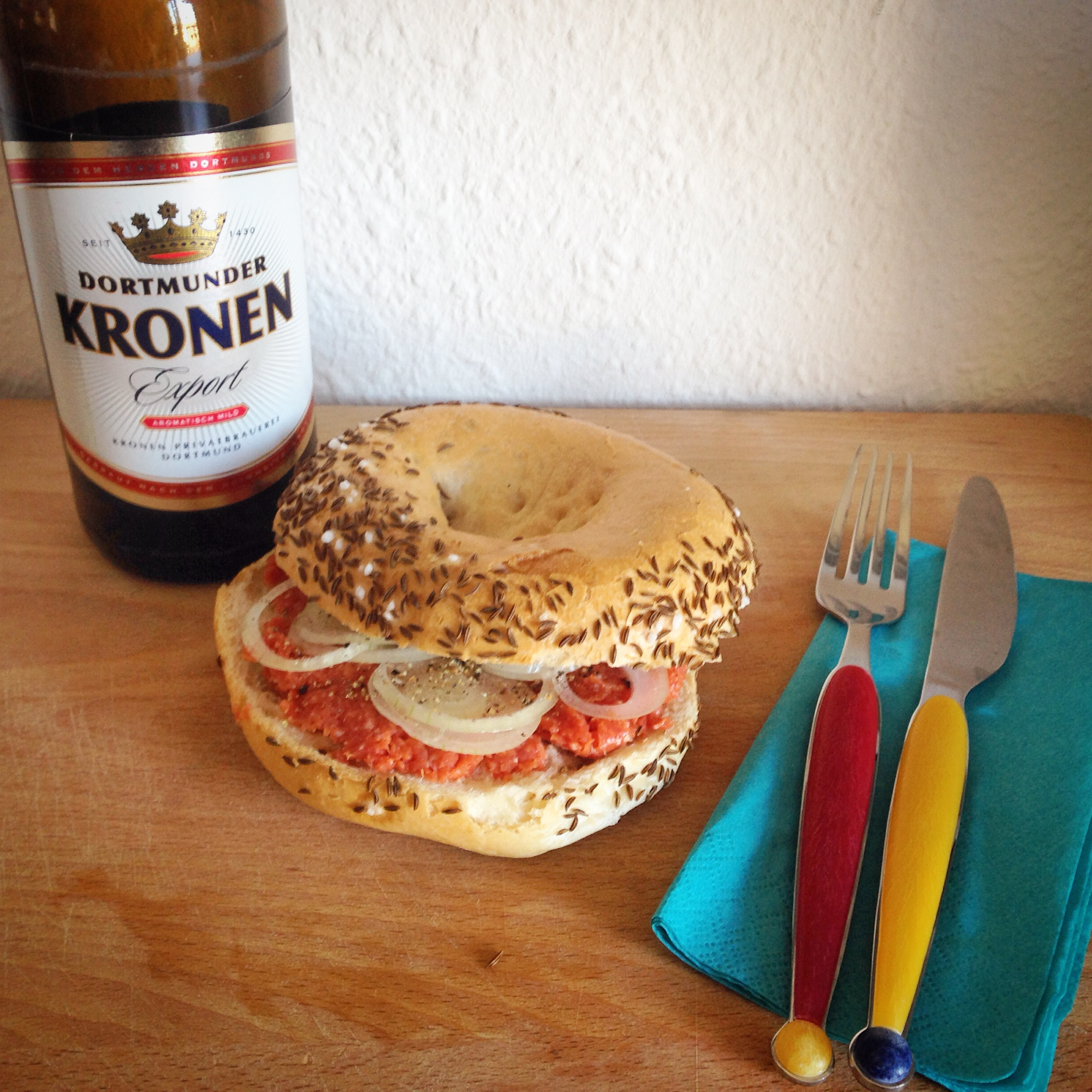
Dortmunder Spezialitäten Salzkuchen und Exportbier

Salzkuchen ist ein dünnes, würzig belegtes Brot, ähnlich wie Flammkuchen, Zwiebelkuchen, Quiche Lorraine oder Pizza. Bei der Zubereitung gibt es regionale Unterschiede.
In der einfachsten Variante wird Hefeteig dünn ausgerollt (etwa 5 mm), gebacken, noch warm mit zerlassener Butter bepinselt und mit Salz und Kümmel bestreut.
Bei Schwäbischem Salzkuchen wird der ausgerollte Hefeteig mit einer Mischung aus Sauerrahm, Ei, Mehl, Salz, Kümmel und Schnittlauch bestrichen und dann gebacken.
Für Hessischen Salzkuchen werden Kartoffeln zu Püree verarbeitet, mit gedünsteten Zwiebeln, Mehl, Ei, Sauerrahm, Quark und Öl vermischt und mit Salz, Pfeffer und Muskatnuss gewürzt. Die Masse wird auf dem ausgerollten Teig verteilt, Speckwürfel werden darüber gegeben und alles zusammen gebacken.
In Dortmund und Teilen des Ruhrgebiets versteht man unter dem Dortmunder Salzkuchen ein kreisrundes, mit Salz und Kümmel gewürztes Brötchen mit einer Vertiefung in der Mitte. Er wird häufig mit Mett gegessen, wobei die Vertiefung gehackte Zwiebeln aufnimmt. Als Urheber des Dortmunder Salzkuchens gilt die 1848 gegründete Bäckerei Fischer am Rathaus in der Dortmunder Stadtmitte.